# Dysschema staudingeri
Dysschema staudingeri är en fjärilsart som beskrevs av Druce 1910. Dysschema staudingeri ingår i släktet Dysschema och familjen björnspinnare. Inga underarter finns listade i Catalogue of Life.